# Lista światowego dziedzictwa UNESCO w Bułgarii
Lista światowego dziedzictwa UNESCO w Bułgarii – lista miejsc w Bułgarii wpisanych na listę światowego dziedzictwa UNESCO, ustanowionej na mocy Konwencji w sprawie ochrony światowego dziedzictwa kulturowego i naturalnego, przyjętej przez UNESCO na 17. sesji w Paryżu 16 listopada 1972 i ratyfikowanej przez Bułgarię 7 marca 1974 roku.
Obecnie (stan na 2022 rok) na liście znajduje się 10 obiektów: 7 o charakterze dziedzictwa kulturowego i 3 o charakterze przyrodniczym.
Na bułgarskiej liście informacyjnej UNESCO – liście obiektów, które Bułgaria zamierza rozpatrzyć do zgłoszenia do wpisu na listę światowego dziedzictwa – znajduje się 16 obiektów (stan na 2022 rok).

## Obiekty na liście światowego dziedzictwa UNESCO
Poniższa tabela przedstawia bułgarskie obiekty na liście światowego dziedzictwa UNESCO:
Nr ref. – numer referencyjny UNESCO
Obiekt – polskie tłumaczenie nazwy wpisu na liście wraz z jej angielskim oryginałem;
Położenie – miasto, obwód; współrzędne geograficzne
Typ – klasyfikacja według Komitetu Światowego Dziedzictwa:
- kulturowe (K)
- przyrodnicze (P)
- kulturowo–przyrodnicze (K,P)

Rok wpisu – roku wpisu na listę i rozszerzenia wpisu
Opis – krótki opis obiektu wraz z informacjami o jego zagrożeniu.
     Wpisy transgraniczne
| Nr ref. | Obiekt | Zdjęcie | Położenie                                                               | Typ               | Rok                                       | Opis |
| ------- | --- | ------- | ----------------------------------------------------------------------- | ----------------- | ----------------------------------------- | --- |
| 42      | Cerkiew Bojańska w Sofii Boyana Church |         | Obwód miejski Sofia 42°38′40,7″N 23°15′58,2″E/42,644639 23,266167       | K (ii)(iii)       | 1979                                      | Cerkiew prawosławna jest zespołem trzech budynków. Pierwsza część została zbudowana w X wieku, druga w XIII, a trzecia na początku XIX wieku. W XXI wieku odrestaurowano malowidła znajdujące się w cerkwi. Za największą wartość artystyczną w kompleksie uważane są freski pochodzące z połowy XIII wieku. |
| 43      | Jeździec z Madary Madara Rider |         | Obwód Szumen 43°16′39″N 27°07′08″E/43,277500 27,118889                  | K (i)(iii)        | 1979                                      | Jeździec z Madary to płaskorzeźba naskalna przedstawiająca rycerza na koniu. Pochodzi z początku VIII wieku. Została wyrzeźbiona w klifie na wysokości 23 m. |
| 44      | Grobowiec tracki w Kazanłyku Thracian Tomb of Kazanlak                                                                                             |         | Obwód Stara Zagora 42°37′33″N 25°23′57″E/42,625833 25,399167            | K (i)(iii)(iv)    | 1979                                      | Grobowiec pochodzi z okresu hellenistycznego z końca IV wieku p.n.e. Grobowiec jest częścią większej nekropolii, położonej w pobliżu starożytnego trackiego miasta Seuthopolis. Został odkryty 19 kwietnia 1944 roku. |
| 45      | Zespół cerkwi wykutych w skale w Iwanowie Rock-Hewn Churches of Ivanovo                                                                            |         | Obwód Ruse 43°43′00″N 25°58′00″E/43,716667 25,966667                    | K (ii)(iii)       | 1979                                      | Zespół cerkwi i klasztorów wykutych w wapiennych skałach tworzących brzeg rzeki Rusenski Łom. W ich wnętrzu zachowały się średniowieczne freski. Jaskinie były zamieszkane przez mnichów od XIII do XVII wieku. |
| 216     | Monastyr Rylski Rila Monastery |         | Kotlina masywu górskiego Riła 42°08′00″N 23°20′25″E/42,133333 23,340278 | K (vi)            | 1983                                      | Klasztor został założony w X wieku przez Jana Rylskiego. Jego współczesny wygląd został ukształtowany w XIX wieku. Klasztor został zniszczony w wyniku pożaru na początku XIX wieku i odbudowany w latach 1834–1862. |
| 217     | Zabytkowe miasto Nesebyr Ancient City of Nessebar                                                                                                  |         | Obwód Burgas 42°39′34,2″N 27°43′29,0″E/42,659507 27,724724              | K (iii)(iv)       | 1983                                      | Nadmorskie miasto Nesebyr powstało w VI wieku p.n.e., jako osada tracka. W późniejszych latach stało się grecką kolonią. W Nesebyrze znajdują się 4 zabytkowe cerkwie: św. Szczepana, św. Paraskiewy, św. Jana Chrzciciela oraz Świętych Archaniołów Michała i Gabriela. |
| 359     | Grobowiec tracki w Swesztari Thracian Tomb of Sveshtari                                                                                            |         | Obwód Razgrad 43°44′42″N 26°45′59″E/43,745000 26,766389                 | K (i)(iii)        | 1985                                      | Grobowiec tracki pochodzi z III wieku p.n.e. i został odkryty w 1982 roku. Jest przykładem architektury trackiej. Charakterystyczną cechą grobowca jest 10 kariatyd, które wskazują na wpływy sztuki hellenistycznej. |
| 219bis  | Rezerwat Przyrody „Srebyrna” Srebarna Nature Reserve                                                                                               |         | Obwód Silistra 44°06′40,0″N 27°04′23,7″E/44,111119 27,073250            | P (x)             | 1983 (modyfikacja w 2008)                 | Rezerwat Przyrody Srebyrna obejmuje region słodkowodnego jeziora o tej samej nazwie. Teren chroniony zajmuje 600 ha. Rezerwat zamieszkuje 179 gatunków ptaków oraz 67 gatunków roślin. |
| 225bis  | Park Narodowy Pirynu Pirin National Park |         | Obwód Błagojewgrad 41°40′00,0″N 23°30′00,0″E/41,666670 23,500000        | P (vii)(viii)(ix) | 1983 (modyfikacja w 2010)                 | Park narodowy Pirynu obejmuje teren porośnięty najcenniejszymi gatunkami flory w górach Piryn. W rezerwacie znajduje się ok. 100 gatunków roślin. Znajduje się tutaj najstarsze drzewo w Bułgarii: Sosna Bajkuszewa. |
| 1133    | Pradawne i pierwotne lasy bukowe Karpat i innych regionów Europy Ancient and Primeval Beech Forests of the Carpathians and Other Regions of Europe |         | 49°00′00″N 15°00′00″E/49,000000 15,000000                               | P (ix)            | 2007 (modyfikacja w 2011, 2017 oraz 2021) | Zespół względnie nienaruszonych europejskich lasów bukowych. Od końca ostatniej epoki lodowcowej buk europejski zaczął się rozprzestrzeniać na terenie Alp, Karpat, Dinaryd oraz Pirenejów. Udana ekspansja na całym kontynencie europejskim jest możliwa, dzięki szerokiej tolerancji buka na różne warunki klimatyczne. Wpis transgraniczny z Austrią, Albanią, Belgią, Bośnią i Hercegowiną, Chorwacją, Czechami, Francją, Hiszpanią, Macedonią Północną, Niemcami, Polską, Rumunią, Słowacją, Słowenią, Szwajcarią, Ukrainą oraz Włochami. |

## Obiekty na bułgarskiej liście informacyjnej UNESCO
Poniższa tabela przedstawia bułgarskie obiekty na liście informacyjnej UNESCO:
Nr ref. – numer referencyjny UNESCO
Obiekt – polskie tłumaczenie nazwy wpisu na liście informacyjnej wraz z jej angielskim oryginałem
Położenie – miasto, obwód; współrzędne geograficzne
Typ – klasyfikacja według Komitetu Światowego Dziedzictwa:
- kulturowe (K)
- przyrodnicze (P)
- kulturowo–przyrodnicze (K,P)

Rok wpisu – roku wpisu na listę informacyjną
Opis – krótki opis obiektu wraz z informacjami o jego zagrożeniu.
     Wpisy transgraniczne
| Nr ref. | Obiekt | Zdjęcie | Położenie | Typ                  | Rok  | Opis |
| ------- | --- | ------- | --- | -------------------- | ---- | --- |
| 44      | Dwa neolityczne mieszkania z całkowicie zachowanym wnętrzem, meblami i naczyniami Two neolithic dwellings with their interior and household furnishings and utensils completely preserved |         | Obwód Stara Zagora | K (iii)(iv)          | 1984 | Wpis na listę informacyjną obejmuje dwa domostwa datowane na 6 tysiąclecie p.n.e. Znaleziono tutaj meble oraz ceramiczne naczynia. Znajduje się tutaj muzeum. |
| 45      | Jaskinia Magura z rysunkami z epoki brązu The Magoura cave with drawings from the bronze age                                                                                              |         | Obwód Widyń 43°43′40″N 22°34′58″E/43,727778 22,582778                                                                     | K                    | 1984 | Jaskinia znajduje się w wapiennej skale. Jej długość wynosi 2,6 km. We wnętrzu znaleziono szczątki różnych gatunków zwierząt m.in. niedźwiedzia jaskiniowego oraz hieny jaskiniowej.                                                                                      |
| 47      | Starożytne miasto Nikopolis ad Istrum The ancient town of Nicopolis ad Istrum |         | Obwód Wielkie Tyrnowo 43°13′02″N 25°36′40″E/43,217222 25,611111                                                           | K (iii)(iv)          | 1984 | Miasto zostało założone przez cesarza rzymskiego Trajana na początku II wieku n.e. Miasto było otoczone murami obronnymi. W okresie bizantyjskim było ośrodkiem biskupim, aż do ostatecznego zniszczenia przez Awarów pod koniec VI wieku.                                |
| 48      | Późnostarożytny grobowiec w Silistrze The late ancient tomb of Silistra |         | Obwód Silistra 44°06′36,4″N 27°16′15,2″E/44,110119 27,270892                                                              | K (i)(iii)           | 1984 | Ten rzymski grobowiec, datowany na IV wiek n.e., znajduje się w mieście Silistra. Posiada pojedynczą komorę o wymiarach 3,30 na 2,60 metra. |
| 49      | Monaster Zaśnięcia Matki Bożej w Baczkowie The Bachkovo Monastery |         | Obwód Płowdiw 41°56′32″N 24°50′59″E/41,942222 24,849722                                                                   | K (i)(iv)(vi)        | 1984 | Monaster został założony w XI wieku i jest jednym z najstarszych klasztorów na Bałkanach. Reprezentuje unikalne połączenie trzech kultur średniowiecza: bułgarskiej, bizantyjskiej i gruzińskiej. W klasztorze zachowało się kilka malowideł ściennych z różnych okresów. |
| 50      | Miasto Melnik i Monaster Rożeński The town of Melnik and the Rozhen Monastery |         | Obwód Błagojewgrad 41°31′50″N 23°25′35″E/41,530556 23,426389 41°31′22,4″N 23°23′36,6″E/41,522900 23,393500                | K (i)(iv)            | 1984 | Wpis na listę obejmuje średniowieczne miasto Melnik, górującą nad nim twierdzę i pobliski monaster. Klasztor został założony w średniowieczu. Melnik jest najmniejszym miastem w Bułgarii.                                                                                |
| 54      | Park Naturalny Rusenski Łom The Roussensky Lom National Park |         | Obwód Ruse 43°41′45″N 26°01′43″E/43,695833 26,028611                                                                      | P                    | 1984 | Park ma za zadania chronić faunę zamieszkującą rzekę Rusenski Łom. Przez UNESCO został ogłoszony parkiem narodowym. |
| 1948    | Starożytne miasto Płowdiw The Ancient Plovdiv |         | Obwód Płowdiw 42°08′31,5″N 24°44′29,2″E/42,142086 24,741453                                                               | K (ii)(iv)(vi)       | 2004 | Miasto Płowdiw było zamieszkałe od czasów starożytnych. Jednym z tutejszych zabytków jest teatr rzymski. W dzisiejszych czasach jest to drugie pod względem liczby mieszkańców miasto w Bułgarii.                                                                         |
| 1949    | Tracki grobowiec z malowidłami ściennymi obok wsi Aleksandrowo Thracian Tomb with Wall Paintings beside Alexandrovo village                                                               |         | Obwód Chaskowo 41°58′47″N 25°44′17″E/41,979722 25,738056                                                                  | K (i)(ii)(iii)       | 2004 | Tracki grobowiec we wsi Aleksandrowo powstał w drugiej połowie IV wieku p.n.e. Zarówno przedsionek, jak i komorę główną zdobią dobrze zachowane freski. Przedstawiają one sceny z polowania na dziki i jelenie.                                                           |
| 5639    | Rezerwat Przyrody Wraczanski karst Vratsa Karst Nature Reserve |         | Obwód Wraca 43°10′21,0″N 23°28′56,1″E/43,172508 23,482247                                                                 | K (vii)(viii)(ix)(x) | 2011 | Rezerwat położony jest w zachodniej części Bałkanów. Znajdują się tutaj formacje krasowych takie jak jaskinie oraz wąwozy. Na terenie rezerwatu zidentyfikowano ok. 1100 gatunków roślin naczyniowych.                                                                    |
| 5640    | Skały Bełogradczik Rocks of Belogradchik |         | Obwód Widyń 43°37′15″N 22°41′06″E/43,620833 22,685000                                                                     | P (vii)(viii)        | 2011 | Wpis na listę informacyjną obejmuje piaszczyste i wapienne formacje skalne w pobliżu miasta Bełogradczik. Niektóre z nich mają ponad 20 m wysokości. Zajmują łącznie powierzchnię 50 km².                                                                                 |
| 5641    | Park Narodowy Bałkanu Środkowego Central Balkan National Park |         | Obwód Łowecz, Obwód Gabrowo, Obwód Sofia, Obwód Płowdiw, Obwód Stara Zagora 42°46′16,4″N 24°29′43,4″E/42,771208 24,495389 | P (vii)(viii)(ix)(x) | 2011 | Park narodowy obejmuje 85–kilometrowy odcinek Gór Bałkańskich. Obejmuje różnorodne siedliska, w tym lasy, łąki, pastwiska górskie i skaliste szczyty o wysokości do 2376 m. Znajduje się tutaj kilka pierwotnych lasów bukowych.                                          |
| 5642    | Pomnik Przyrody „Kamienny Las” Pobiti Kamani Natural Monument |         | Obwód Warna 43°13′35″N 27°42′24″E/43,226389 27,706667                                                                     | P (vii)(viii)        | 2011 | Wapienne formacje skalne odsłonięte w wyniku procesu erozji powierzchniowej. Położone są wzdłuż wybrzeża Morza Czarnego, w krajobrazie przypominającym pustynię. |
| 6085    | Nekropolia królewska trackiego miasta Seuthopolis The royal necropolis of the Thracian city of Seuthopolis – a serial site, extension of the Kazanlak Thracian tomb                       |         | Obwód Stara Zagora | K (i)(ii)(iii)(iv)   | 2016 | Wpis obejmuje osiem grobowców będących częścią nekropolii, położonej w pobliżu starożytnego trackiego miasta Seuthopolis. Pochodzą z IV i III wieku p.n.e., a ich budowa charakteryzuje się połączeniem stylu trackiego z hellenistycznym.                                |
| 6287    | Bazylika Biskupia i późnoantyczne mozaiki w Philippopolis, rzymska prowincja Tracja Bishop's Basilica and Late-Antique Mosaics of Philippopolis, Roman Province of Thrace                 |         | Obwód Płowdiw 42°08′38,8″N 24°45′09,8″E/42,144118 24,752732                                                               | K (ii)(iii)(iv)(vi)  | 2018 | Bazylika Biskupia datowana jest na okres II–VI wieku. Jest znana z wczesnochrześcijańskich mozaik pokrywających nawy boczne. Została odkryta podczas wykopalisk archeologicznych prowadzonych w latach 1982–1986.                                                         |
| 6474    | Granice Cesarstwa Rzymskiego – Limes Dunajski (Bułgaria) Frontiers of the Roman Empire – The Danube Limes (Bulgaria)                                                                      |         | Obwód Widyń, Obwód Montana, Obwód Wraca, Obwód Plewen, Obwód Ruse, Obwód Silistra                                         | K (ii)(iii)(iv)      | 2020 | Wpis obejmuje rzymskie umocnienia graniczne wzdłuż Dunaju. Znajdują się one na terytorium Bułgarii, Chorwacji, Rumunii oraz Serbii. |